# Bulbul gracile
Eurillas gracilis
Espèce
Statut de conservation UICN

 LC  : Préoccupation mineure
Synonymes
- Andropadus gracilis

Le Bulbul gracile (Eurillas gracilis) est une espèce de passereaux de la famille des Pycnonotidae.

## Habitat
Son habitat naturel est les forêts humides et les zones de marais subtropicales ou tropicales en plaine.

## Répartition
Cet oiseau vit à travers l'Afrique équatoriale.

### Sous-espèces
Selon la classification de référence du Congrès ornithologique international (15.1, 2025) il se répartit en trois sous-espèces (ordre phylogénique) :
- Eurillas gracilis extrema (Hartert, 1922) — du Sierra Leone au sud-ouest du Nigeria ;
- Eurillas gracilis gracilis (Cabanis, 1880) — du sud-est du Nigeria au nord de l'Angola et le centre de la RDC ;
- Eurillas gracilis ugandae (Someren, 1915) — de l'est de la RDC au centre de l'Ouganda et l'ouest du Kenya.